# Anidorus nigrinus
Anidorus nigrinus is een keversoort uit de familie schijnsnoerhalskevers (Aderidae). De wetenschappelijke naam van de soort werd in 1842 gepubliceerd door Ernst Friedrich Germar.